# Вольпато, Рей
Рей Вольпато (итал. Rej Volpato; род. 27 августа 1986) — итальянский футболист, нападающий.

## Клубная карьера
Вольпато начал свою профессиональную карьеру в «Падове».

### «Ювентус»
В середине 2004 года Вольпато был подписан «Ювентусом» за 400 тыс. евро, но вскоре на ближайшие два года отправился в аренду сначала в «Сиену», а потом в «Ареццо».

### «Эмполи»
4 июля 2007 года он подписал контракт с «Эмполи» на совместное владение за 500 тыс. евро, и футболист выступал за клуб в сезоне 2007/08 Серии А вместе с одноклубниками по «Ювентусу», другими молодыми игроками: Себастьяном Джовинко и Клаудио Маркизио, которые также были в аренде. Несмотря на успешный для всех трёх футболистов сезон, «Эмполи» вылетел в серию B — «Ювентус» вернул всех трёх футболистов. 50 % прав на Вольпато стоили тогда 400 тыс. евро.

### «Бари»
Маркизио и Джовинко продолжили играть за основную команду «Ювентуса», однако Вольпато был снова отдан в совместное владение, но на этот раз с клубом «Бари» из серии B; «Бари» заплатил за игрока 500 тыс. евро, причём тогда тренировал клуб бывший тренер «Ювентуса» Антонио Конте. В феврале 2009 года футболист был отдан в аренду в «Пьяченцу».
В следующем сезоне футболист вновь был отдан в аренду, на этот раз в «Галлиполи», а в 2010 году перешёл в «Ливорно».

### «Ливорно»
Закрепиться в основном составе клуба игроку не удалось (всего за сезон нападающий появлялся в трёх матчах клуба, проведя на поле в общей сложности 29 минут), потому 31 января 2011 года футболист отправляется в аренду в «Лумедзане». Футболист выдал неплохой старт, забив дважды в первых трёх матчах; всего за «Лумедзане» футболист провёл 13 матчей, в которых забил три мяча.